# MG T-type
La MG série T est une gamme de voitures de sport ouvertes 2 places à carrosserie sur châssis ayant très peu de protection contre les intempéries, qui furent produites par la marque MG de 1936 à 1955. La série comprenait les modèles MG TA, MG TB, MG TC, MG TD et MG TF Midget. La dernière de ces modèles, la TF, sera remplacée par la MGA.
Le nom TF a été repris en 2002 sur la voiture de sport MG TF de milieu de gamme.

## TA Midget
La MG TA Midget remplace la PB en 1936. C'est une évolution de la voiture précédente avec une voie élargie de 76 mm, à 1 143 mm et 178 mm de plus pour l'empattement, soit 2 388 mm.
Le moteur à quatre cylindres en ligne à arbre à cames en tête n'étant plus monté sur une autre voiture de production, il fut remplacé par le moteur MPJG à soupapes en tête provenant de la Wolseley 10 mais avec des carburateurs double-corps SU, un arbre à cames et un échappement modifiés. Le moteur a une cylindrée de 1 292 cm3, avec une course de 102 mm et un alésage de 63,5 mm et la puissance est de 55 ch (40 kW) à 4 500 tr/min. La boîte de vitesses manuelle à quatre rapports est maintenant synchronisée sur les deux derniers et était reliée au moteur par un embrayage en liège fonctionnant dans l'huile. Contrairement à la PB, des freins à tambour hydrauliques de 229 mm sont montés.

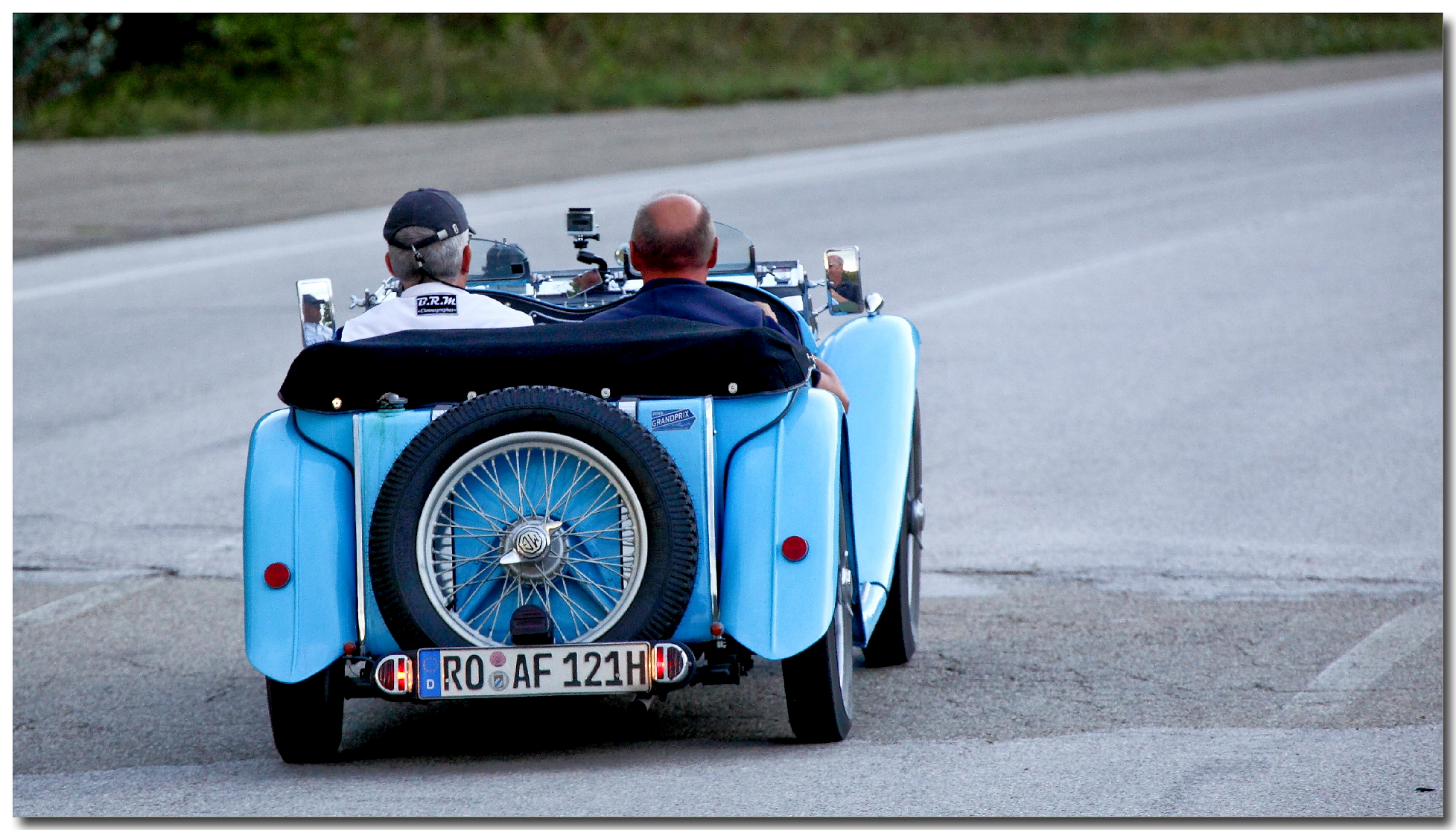
Une TA de 1938 en compétition, Italie 2015

Comme la PB, la majorité des voitures étaient à deux places ouvertes avec une carrosserie en acier sur un cadre en frêne. Un siège banquette avec un espace de stockage est placé derrière.
La TA est capable d'atteindre près de 130 km/h avec un temps de 0 à 97 km/h de 23,1 secondes.
3 003 exemplaires furent faits et, en 1936, elle coûtait 222 £ sur le marché intérieur, soit le même prix que pour la PB.
Lorsque le modèle fut introduit il s'appelait le Type T et la désignation TA est apparue seulement après l'avènement de la TB.

### Coupé Décapotable Tickford
À partir de 1938, la voiture fut également disponible dans une luxueuse version Tickford coupé décapotable réalisée par Salmons de Newport Pagnell qui en produisit 252 unités. La capote peut être utilisée en trois positions, entièrement ouverte, fermée ou partiellement ouverte sur les sièges avant. Des glaces à manivelle ont été ajoutées aux portes afin de préserver la voiture de l'épreuve des intempéries et des sièges baquets individuels sont placés dans l'habitacle entièrement recouvert de moquette. Les châssis étaient équipés d'une carrosserie légère à l'usine d'Abingdon et conduits à Newport Pagnell pour être équipés de leur carrosserie définitive.

### Coupé Airline

M.G. TA Airline coupé 2 places de sport
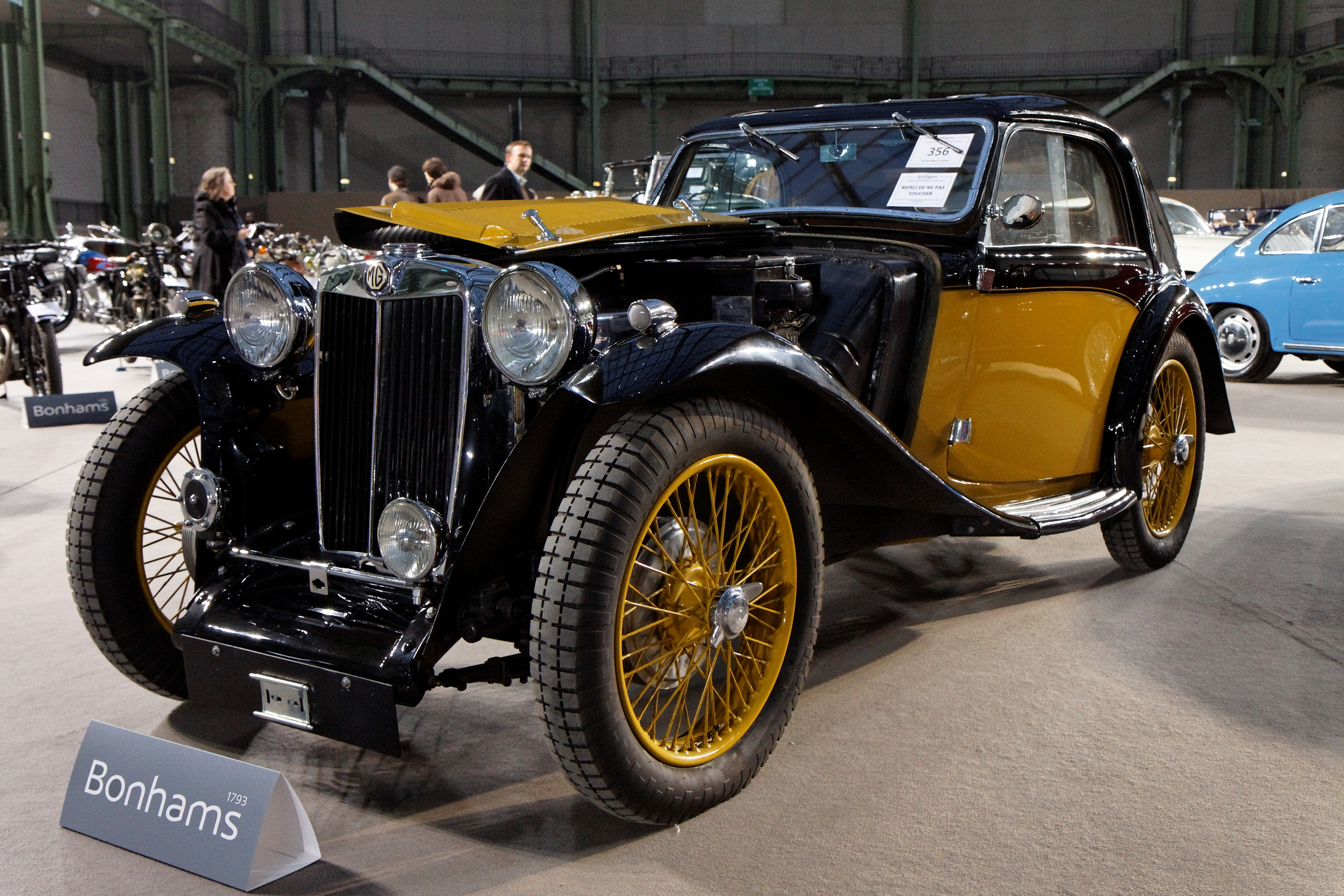
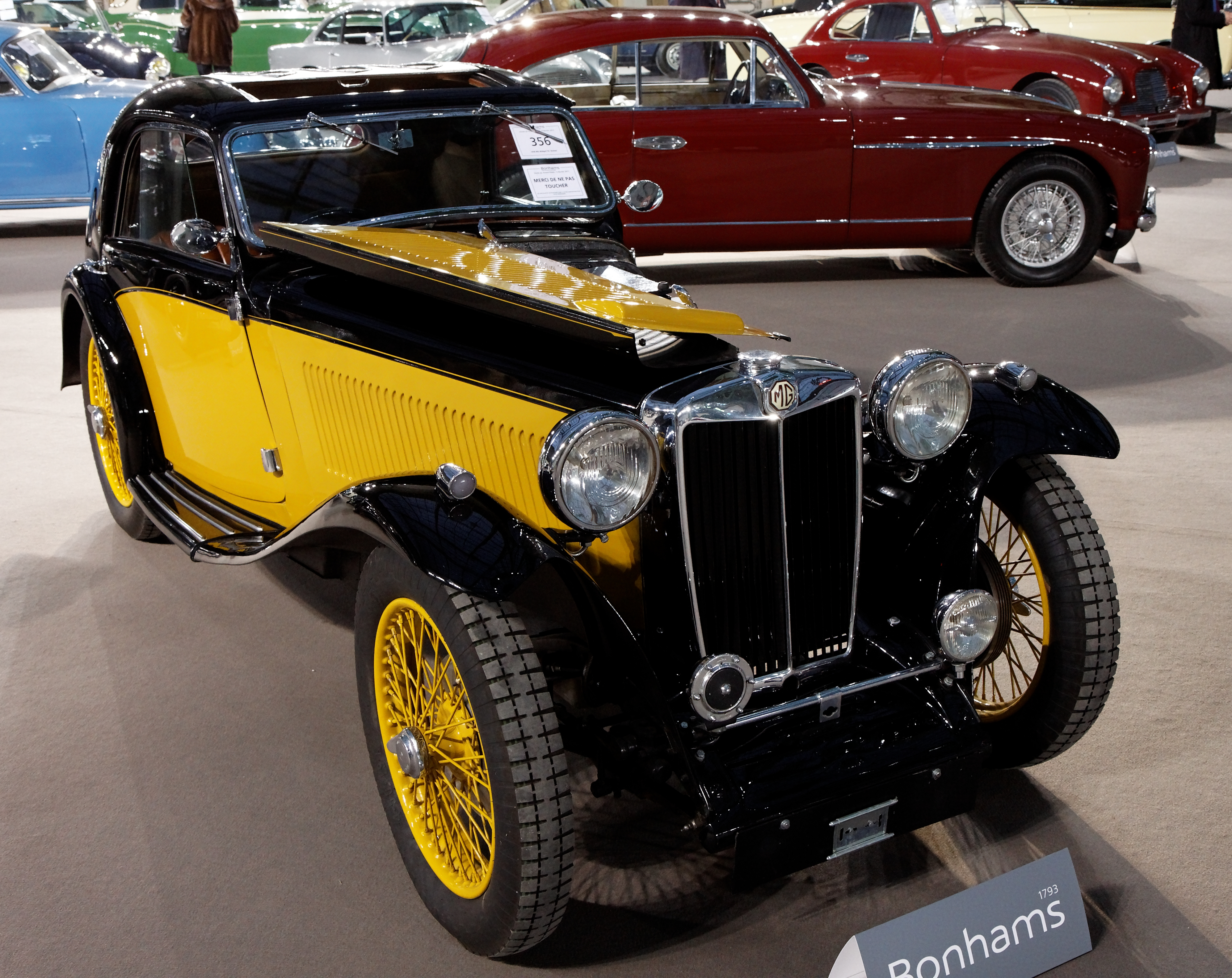

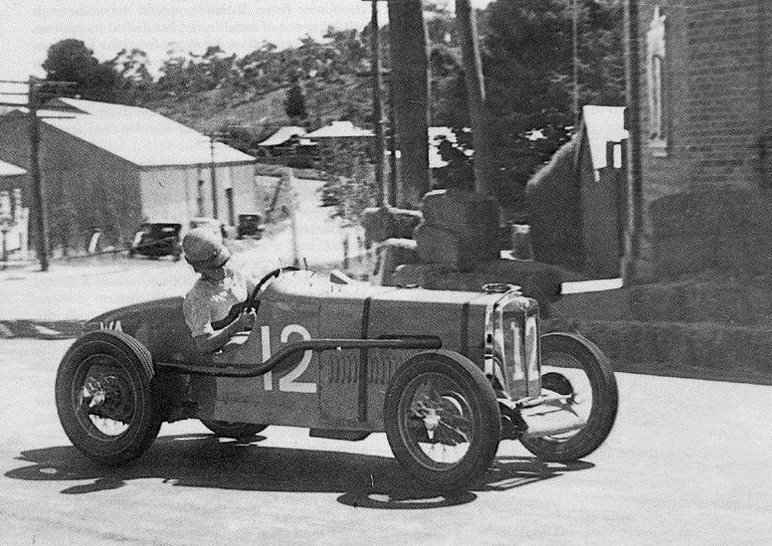
Allan Tomlinson a remporté le Grand Prix d'Australie en 1939 au volant d'une MG TA

Un coupé Airline réalisé par Carbodies, comme celui sur la type P, a également été proposé, mais on estime que seulement un ou deux exemplaires aient été construits.
Allan Tomlinson remporta le Grand Prix d'Australie en 1939 au volant d'une MG TA.

## TB Midget
La TA est remplacée par la TB Midget en mai 1939. Elle avait un plus petit moteur XPAG provenant de la Morris Dix Séries M, mais plus puissant et comme la TA, avec deux carburateurs SU. Cette 1 250 cm3 à quatre cylindres en ligne avait un alésage de 66,6 mm et une course de 90 mm, et avait une puissance maximale de 55 ch (40 kW) à 5 200 tr/min. L'embrayage à huile a été remplacé par un monodisque à sec, et les rapports de vitesse sont modifiés.
Disponible en 2 places ouverte ou plus luxueux coupé Tickford décapotable, c'est la plus rare des T-type; seuls 379 exemplaires furent construits.

M.G. TB Midget 2 places de sport
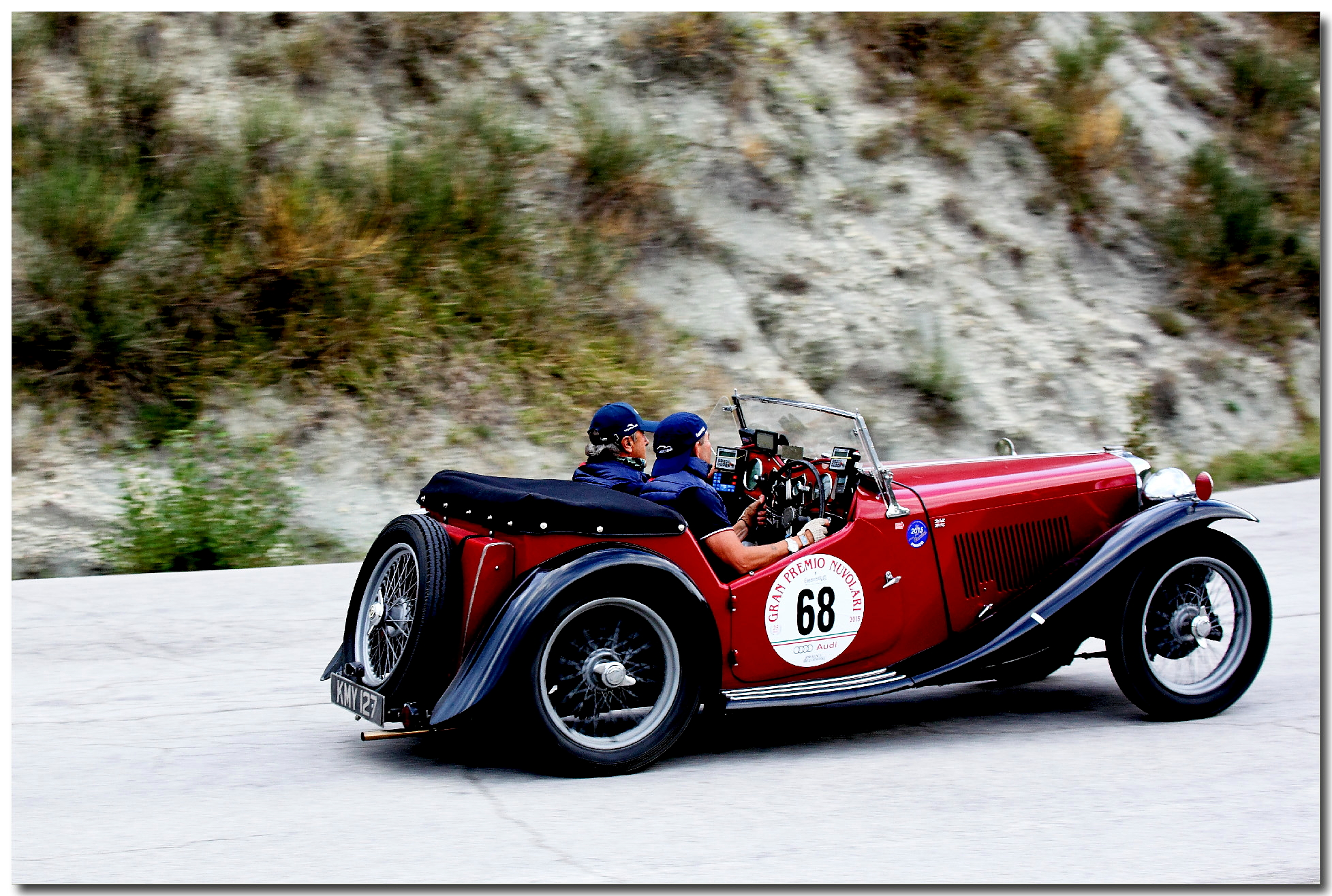
TB de 1939 vue au Gran Premio Nuvolari en 2015
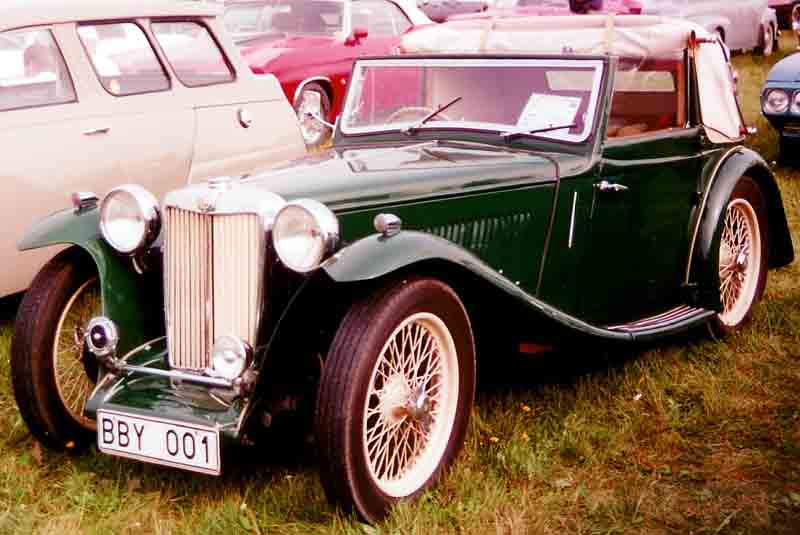
1939 Tickford coupé décapotable

## TC Midget
La MG TC Midget a été la première MG d'après-guerre, lancée en 1945. Elle était tout à fait semblable à la TB d'avant-guerre, partageant le même moteur de 1 250 cm3 à soupapes en tête avec cependant une légère hausse du taux de compression à 7,4:1, donnant 55 ch (41 kW) à 5 200 tr/min. L'usine a fourni plusieurs stages de réglage pour la compétition.
Elle fut exportée aux États-Unis, alors qu'elle n'était disponible qu'en conduite à droite. La version d'exportation avait des phares légèrement plus petits pour s'accorder aux exigences légales, et des grands feux arrière jumeaux, ainsi que des clignotants et des pare-chocs chromés à l'avant et l'arrière.
La carrosserie est plus large d'environ 102 mm que la TB, distance mesurée à l'arrière des portes, pour donner plus d'espace dans le poste de pilotage. La largeur totale de la voiture est restée la même avec des marchepieds plus étroits comprenant seulement deux baguettes, contrairement aux trois précédentes. Le compte-tour est directement en face du conducteur, tandis que le compteur de vitesse est de l'autre côté du tableau de bord face au passager.
Entre septembre 1945 (numéro de châssis TC0251) et novembre 1949 (numéro de châssis TC10251), 10 001 TC furent produites, soit plus que n'importe quel autre modèle MG précédent. Elle coûtait 527 £ sur le marché intérieur en 1947.
La consommation de carburant était de 10,1 litres/100 km.

M.G. TC Midget 2 places de sport
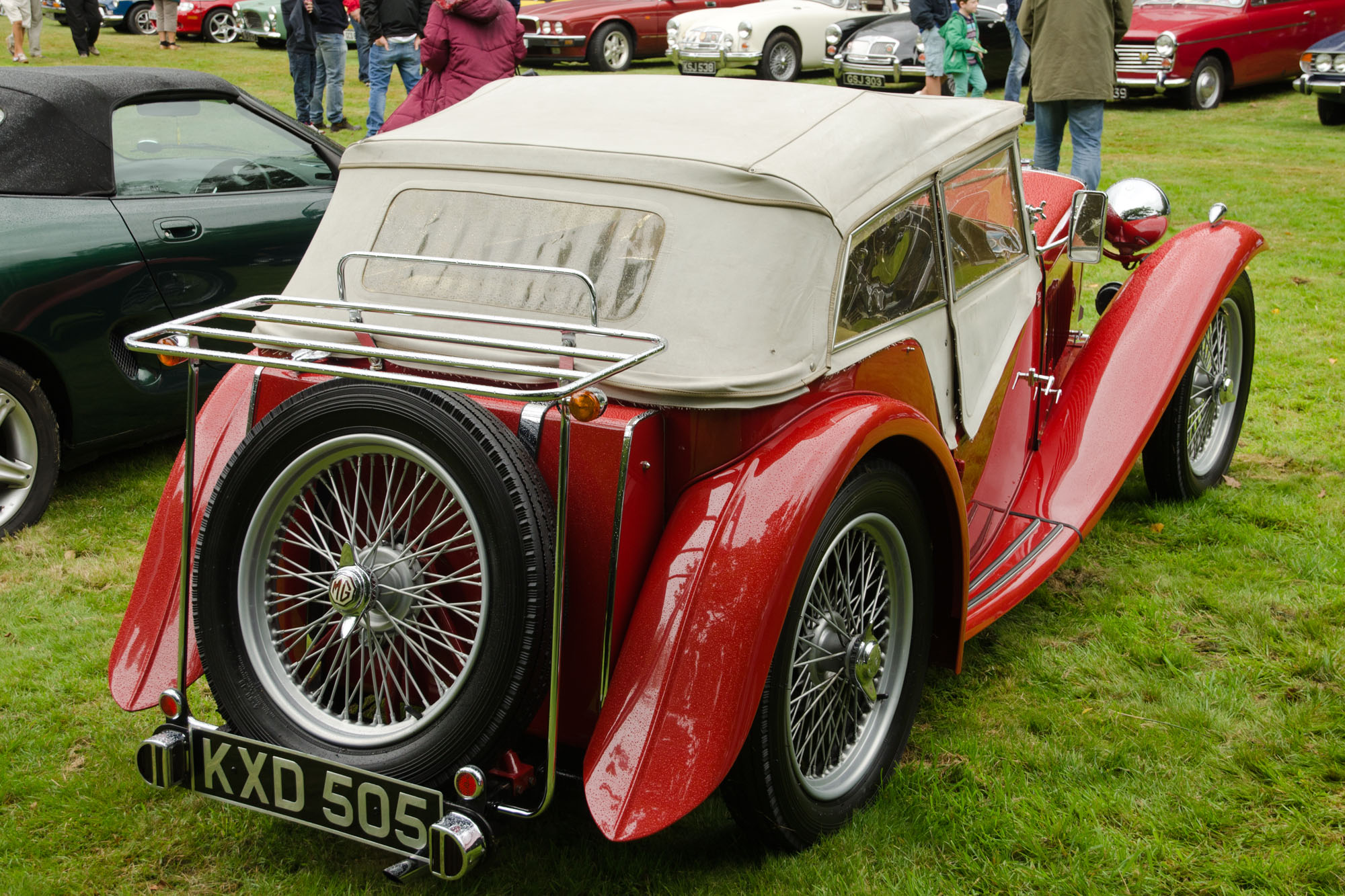
Une TC de 1948 en tenue complète de protection contre les intempéries
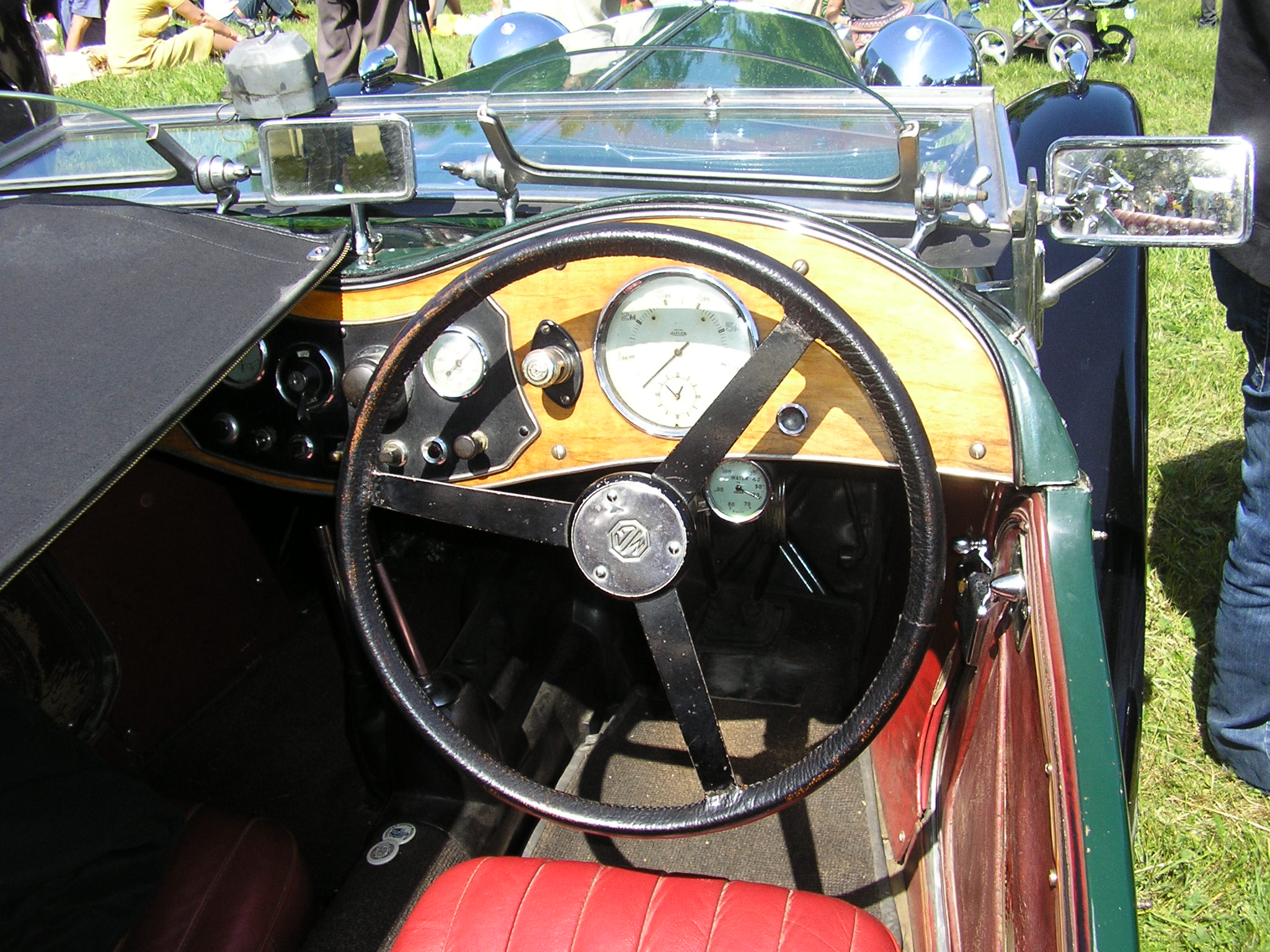
Une TC de 1948 avec les écrans aéro en position et le pare-brise rabaissé.

## TD Midget
La TD Midget annoncée en janvier 1950 combinait : la transmission des TC, un essieu arrière hypoïde modifié, le châssis de la MG Y-type, une carrosserie familière de style type T et la suspension indépendante à ressorts hélicoïdaux de la berline MG type Y: un essai sur route de 1950 la décrit comme "la plus frappante" "transformation ... dans le confort de la conduite".
Provenant également de la berline 1¼-litre était le boîtier de direction (encore très orienté) à crémaillère. En outre, la TD portait des roues pleines de 15 pouces, offrait une conduite à gauche en option et avait même des pare-chocs et des butoirs de série, presque une négation de l'esprit MG.
C'est aussi le premier modèle conçu après la mort du fondateur Cecil Kimber en 1945. La voiture était plus large de 127 mm avec une voie de 1 270 mm. Elle fut vue par les amateurs de l'époque comme une déception, trop douce et "pas du tout sportive". ". . . le nouveau modèle est en grande partie conçu pour développer les ventes de la voiture en Amérique du Nord."
Pour le pilote, la "protection tout-temps" est très bonne pour les normes de l'époque. Pour la conduite de nuit, l'éclairage des instruments est "efficace, mais pas éblouissant, par un effet de lumière vert pâle". Il n'y a toujours pas de jauge à essence, mais le réservoir de 55 litres a donné une autonomie entre les arrêts de ravitaillement en carburant d'environ 480 km. Une lumière verte sur le tableau de bord clignotait pour avertir, lorsque le niveau de carburant descendait à environ 11 litres.
En 1950, le modèle TD MkII Compétition est introduit, produit aux côtés de la voiture standard, avec un moteur beaucoup plus puissant ayant un taux de compression de 8,1:1 donnant 58 ch (43 kW) à 5 500 tr/min. Le taux de compression plus élevé du moteur a été conçu pour les marchés d'exportation et n'aurait pas été adapté au Royaume-Uni où, à cause des poursuites des restrictions de carburant d'après-guerre, les consommateurs sont toujours limités à de l'"essence de consortium" à 72 octane. La TD MkII avait également une double pompe à carburant, des amortisseurs complémentaires Andrex, et un rapport plus élevé de pont arrière.
Près de 30 000 TD furent produites, dont environ 1 700 modèles Mk II, quand la série se termina en 1953, toutes, sauf 1656 furent exportées, 23 488 d'entre elles pour les seuls États-Unis. Le principal reproche que les propriétaires américains faisaient à la MG TD vendue aux États-Unis était le système électrique britannique 12 volts, qui était difficile à entretenir alors que la plupart des voitures américaines étaient encore à 6 volts.
Il y eut également quelques plaintes sur l'absence de jauges de température d'eau et de carburant. Mais en général, dans les sondages, les propriétaires de MG TD américanisées eurent plus de remarques positives que négatives. Le temps de 0 à 97 km/h était de 22,7 secondes selon Popular Mechanics.
Un exemple testé par The Motor magazine en 1952 avait une vitesse de pointe de 124 km/h et put accélérer de 0 à 97 km/h en 18,2 secondes. Une consommation de carburant de 10,6 litres/100 km fut enregistrée.

M.G. TD Midget de 1953
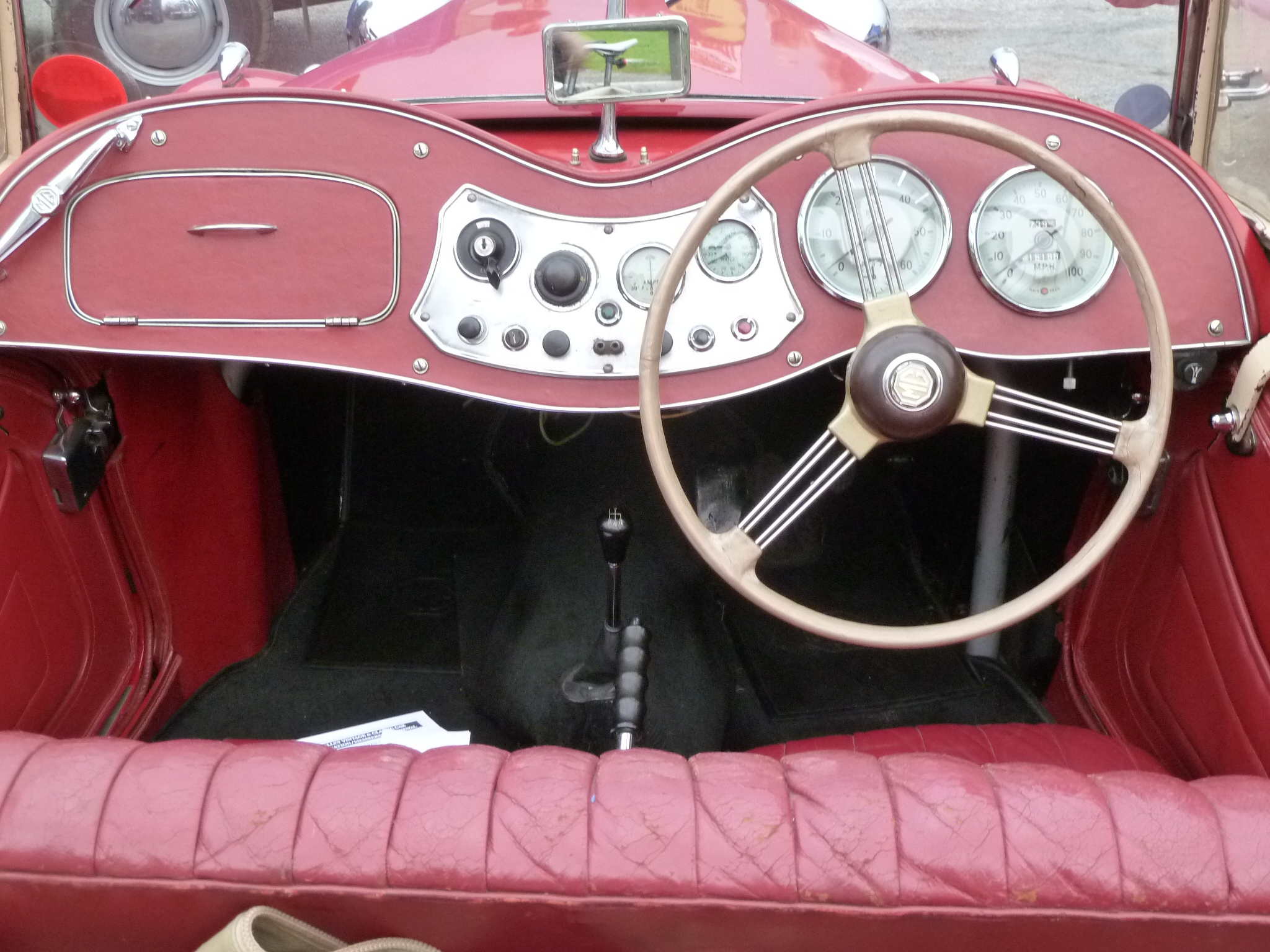
Tableau de bord
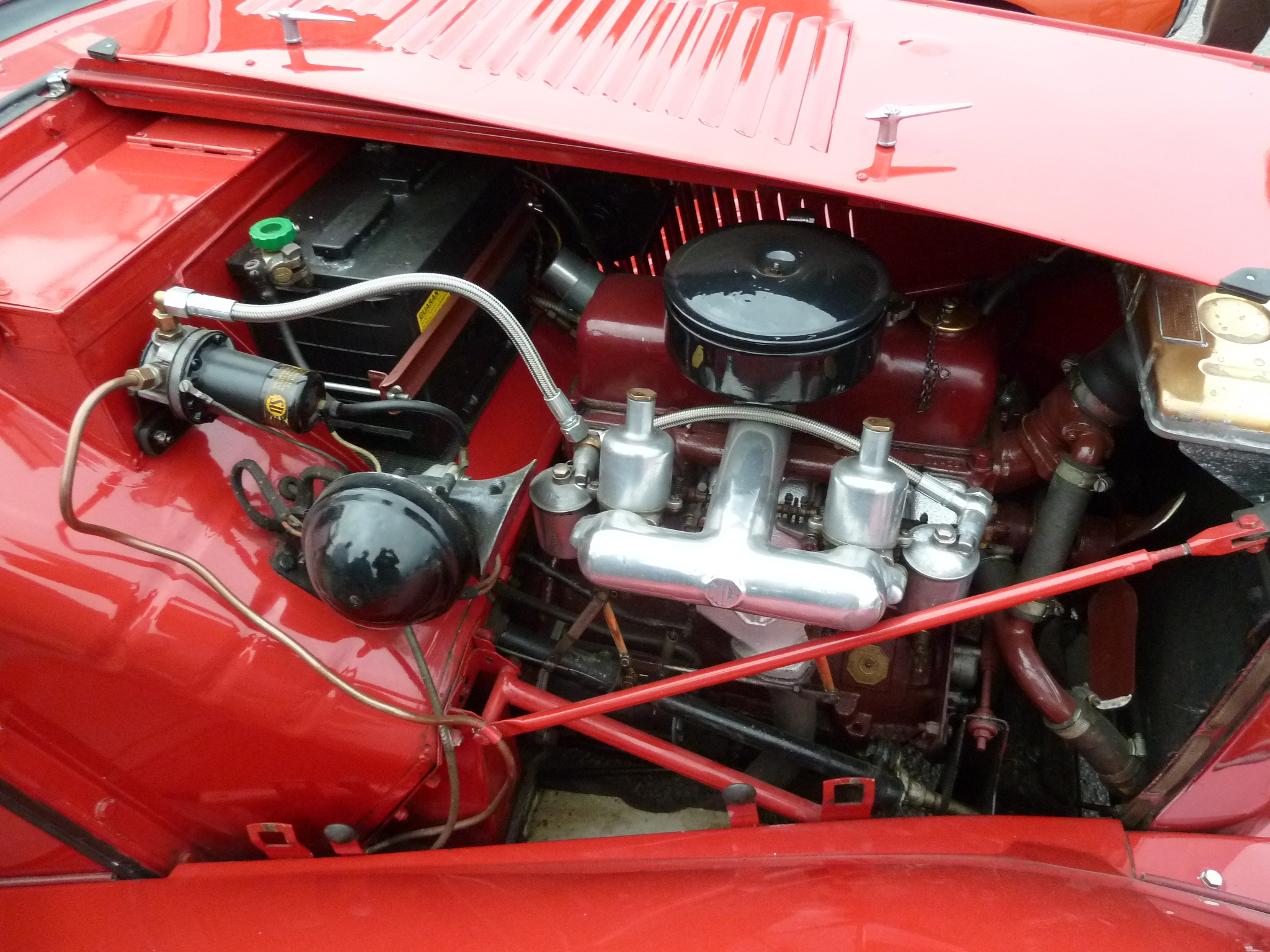
Baie moteur
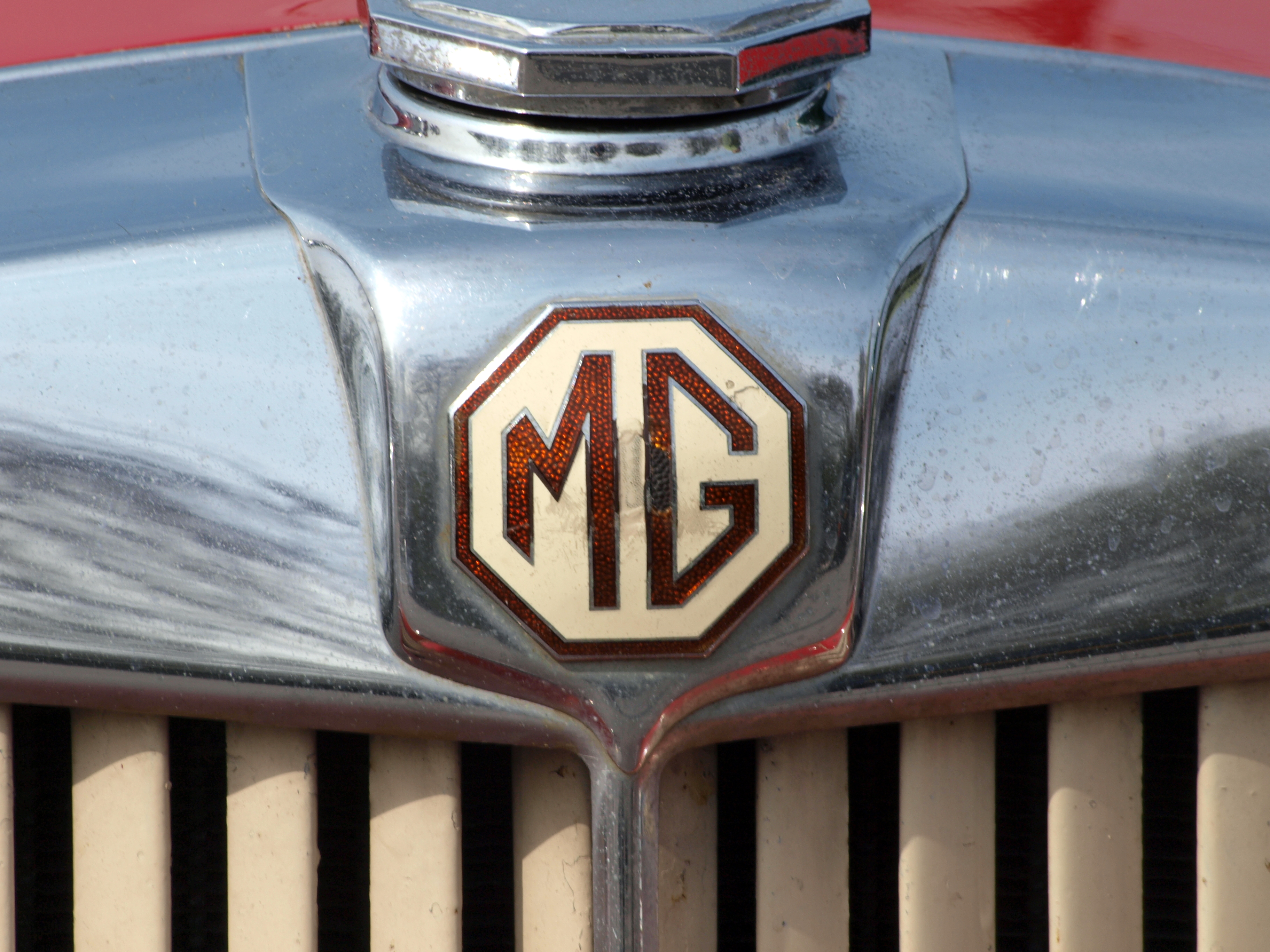
Badge

En 1998, les droits, la propriété intellectuelle et les marques commerciales liées à la production de la MG TD furent acquis par TD Cars Sdn Bhd en Malaisie pour reproduire la série TD renommée TD2000.

## TF et TF 1500 Midget
La TF Midget, lancée le 15 octobre 1953, était une TD rajeunie, équipée du moteur TD Mark II, les phares intégrés dans les ailes, une calandre inclinée cache un radiateur séparé, et un nouveau système de refroidissement sous pression avec un bouchon de radiateur externe simulé.
Ce moteur XPAG a vu son taux de compression augmenter à 8,1:1. De plus grandes soupapes avec des ressorts renforcés et de plus gros carburateurs permettent une augmentation de puissance de 58 ch (43 kW) à 5 500 tr/min.
À la mi-1954, la cylindrée a été augmentée de 17 % pour passer à 1 466 cm3, et le moteur fut désigné XPEG. L'alésage a été augmenté à 72 mm et la compression plus élevée à 8,3:1 donnant 64 ch (47 kW) à 5 000 tr/min et une hausse du couple de 17 %. La voiture s'appelle maintenant TF1500, et à se distingue à l'extérieur par une plaque signalétique sur fond crème sur les deux côtés du capot, placée juste à l'arrière des boutons d'ouverture.
La production prit fin au numéro de châssis TF10100 le 4 avril 1955 après que 9 602 TF ont été fabriquées, dont deux prototypes et 3 400 TF1500. La TF a été remplacée par la MGA.
Une réplique fut produite au début des années 1980, la Naylor TF 1700.

M.G. TF 2 places de sport
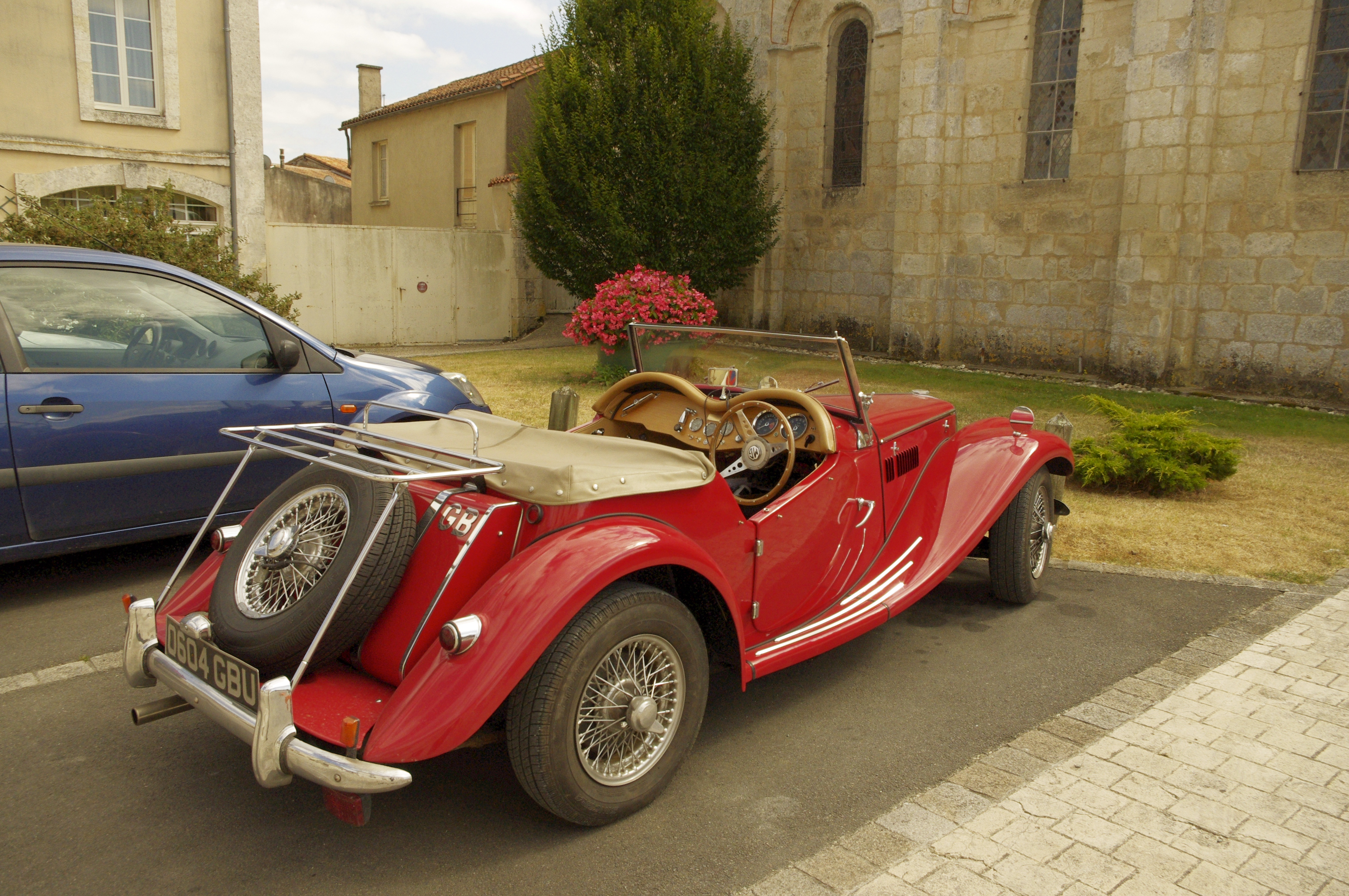
MG TF Midget
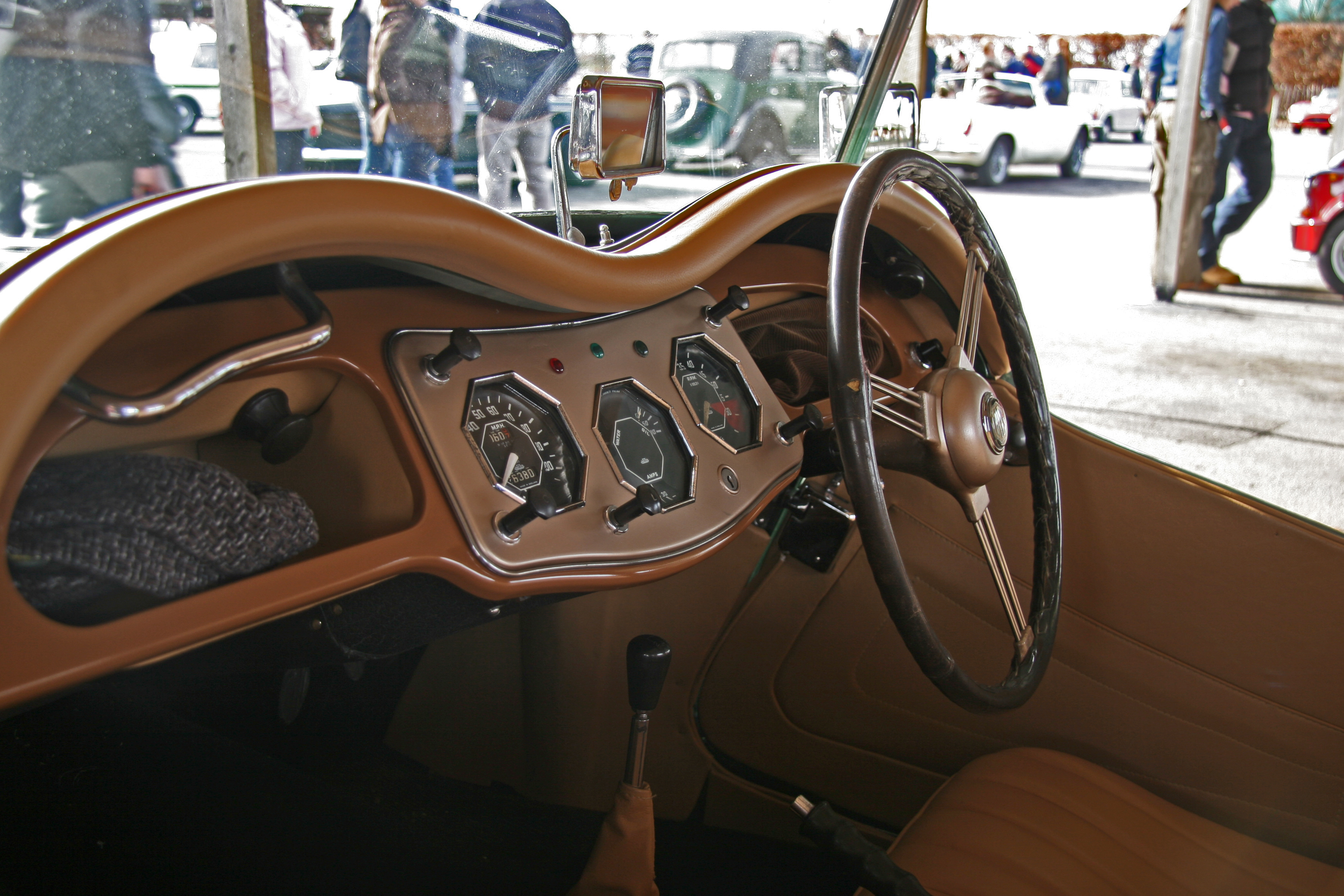
Instruments de forme octogonale
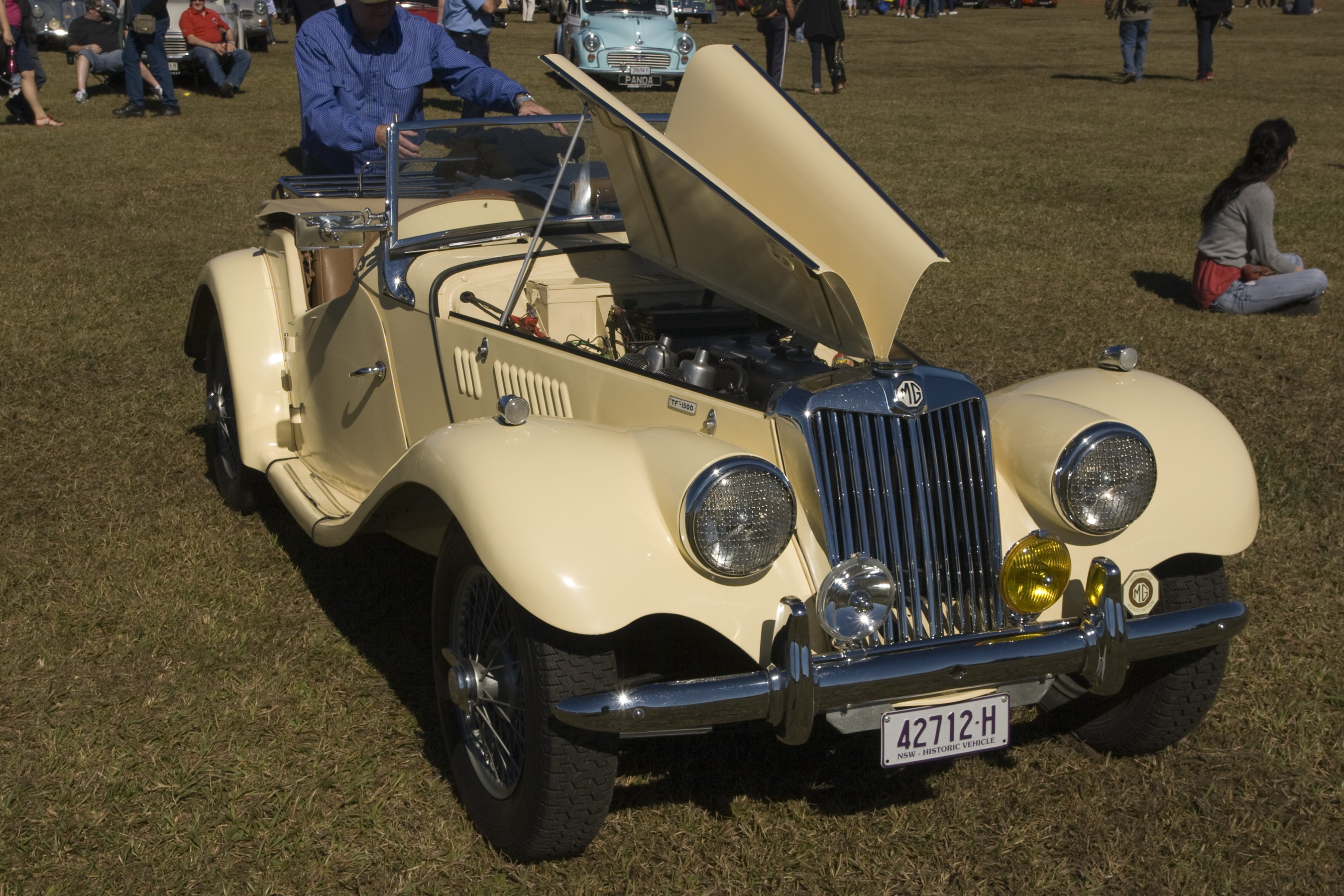
TF 1500 montrant sa plaque en émail